# Tolmera thapsina
Tolmera thapsina är en fjärilsart som beskrevs av Louis Beethoven Prout. Tolmera thapsina ingår i släktet Tolmera och familjen mätare. Inga underarter finns listade i Catalogue of Life.